# Naturschutzgebiet Opspring
Das Naturschutzgebiet Opspring mit einer Größe von 11,7 ha liegt südöstlich von Grafschaft im Stadtgebiet von Schmallenberg. Das Gebiet wurde 2008 mit dem Landschaftsplan Schmallenberg Südost durch den Hochsauerlandkreis als Naturschutzgebiet (NSG) ausgewiesen.

## Gebietsbeschreibung
Das NSG besteht aus drei benachbarten aber nicht zusammenhängenden Teilflächen. Diese umfassen das Quellgebiete des Baches Grafschaft und zwei Quellgebiete von Nebenbächen der Grafschaft (Bauke und N.N.) in bewaldeten Kerbtälern. Die nordexponierten Talhänge sind mit Rotbuche und einigen Rotfichten bewachsen. In Bereichen niedriger Felsen ist der Wald schatthangwaldartig mit Bergahorn ausgeprägt. 

## Pflanzenarten im NSG
Im NSG kommen seltene Tier- und Pflanzenarten vor. Auswahl vom Landesamt für Natur, Umwelt und Verbraucherschutz Nordrhein-Westfalen dokumentierter Pflanzenarten: Bitteres Schaumkraut, Echtes Springkraut, Eichenfarn, Frauenfarn, Fuchssches Greiskraut, Gegenblättriges Milzkraut, Hain-Sternmiere, Schmalblättriges Weidenröschen, Sparrige Segge, Weiße Hainsimse, Winkel-Segge und Zwiebel-Zahnwurz.

## Schutzzweck
Das NSG soll die Waldgebiete mit Arteninventar schützen.
Wie bei allen Naturschutzgebieten in Deutschland wurde in der Schutzausweisung darauf hingewiesen, dass das Gebiet „wegen der Seltenheit, besonderen Eigenart und Schönheit des Gebietes“ zum Naturschutzgebiet wurde.